# Ґортатовиці
Ґортатовиці (пол. Gortatowice) — село в Польщі, у гміні Цельондз Равського повіту Лодзинського воєводства.
Населення — 114 осіб (2011).
У 1975-1998 роках село належало до Скерневицького воєводства.

## Демографія
Демографічна структура станом на 31 березня 2011 року:
|          | Загалом | Допрацездатний вік | Працездатний вік | Постпрацездатний вік |
| -------- | ------- | ------------------ | ---------------- | -------------------- |
| Чоловіки | 57      | 9                  | 39               | 9                    |
| Жінки    | 57      | 8                  | 33               | 16                   |
| Разом    | 114     | 17                 | 72               | 25                   |